# Flying High (film, 1931)
Pour les articles homonymes, voir Flying High.
Pour plus de détails, voir Fiche technique et Distribution.
Flying High est un film américain réalisé par Charles Reisner, sorti en 1931.

## Synopsis
La serveuse Pansy Botts place une annonce dans la Pilot's Gazette pour un mari, offrant une récompense de 500 $, en vain. À l'aérodrome voisin, l'inventeur Rusty Krouse a construit l'Aerocopter, dans l'intention de le faire entrer dans le prochain 10e Salon aéronautique annuel. Avec des finances épuisées, Rusty se tourne vers Sport Wardell pour l'aider à trouver les fonds nécessaires à travers un riche investisseur. Bientôt, Fred Smith et sa fille Eileen montrent un certain intérêt pour l'Aérocoptère, mais n'ont pas d'argent pour le prêt.
Rusty craint que son partenaire n'aille en prison après avoir accepté un chèque de M. Smith. Le sport le convainc d'épouser Pansy et d'utiliser sa dot de 500 $ pour sauver l'avenir de l'entreprise. Le sport convainc Pansy qu'elle épouse l'homme sur la photo qu'il lui montre. Néanmoins, elle est immédiatement attirée par Rusty.
L'accord avec les Smith échoue lorsque Smith et Sport sont arrêtés pour trafic douteux. Le sport dit à son nouvel amour, Eileen, qu'il doit trouver une caution et que le seul moyen est pour Rusty de faire décoller son invention au spectacle aérien et de gagner le premier prix. Afin de se qualifier en tant que pilote, Rusty finit par être examiné par le docteur Brown, qui pense qu'il est fou. Pansy poursuit le marié réticent, qui a froid aux pieds, et le piège finalement.
Pendant le spectacle aérien, Pansy et Rusty se retrouvent à l'aéroport et dans l'aérocoptère. Après avoir décollé maladroitement sur la piste et percuté le toit d'un hangar, une fois en l'air sain et sauf, Rusty dit à Pansy qu'une partie importante est sur l'aile et qu'ils en ont besoin pour atterrir. Pansy monte sur l'aile, mais doit parachuter pour se mettre en sécurité. Rusty continue de voler plus haut, atteignant une hauteur de 53000 pieds avant de libérer du carburant et de finalement descendre, dépassant Pansy en descendant. Il s'écrase lourdement sur l'aérodrome, sortant de l'épave pour découvrir qu'il a reçu le premier prix qui sauve l'entreprise tandis que tous les couples se retrouvent joyeusement.

## Fiche technique
- Titre : Flying High
- Réalisation : Charles Reisner
- Scénario : Charles Reisner, Andrew Percival Younger et Robert E. Hopkins
- Direction artistique : Cedric Gibbons
- Producteur : George White
- Costumes : Adrian
- Photographie : Merritt B. Gerstad
- Montage : William S. Gray
- Société de production : Metro-Goldwyn-Mayer
- Société(s) de distribution : Metro-Goldwyn-Mayer
- Pays de production :  États-Unis
- Langue originale : anglais américain
- Format : noir et blanc et deux séquences en couleur Technicolor (qui semblent être passées au noir et blanc) — 1,37:1 — son : mono
- Genre : comédie romantique et film musical
- Durée : 80 minutes
- Date de sortie :  14 novembre 1931 (États-Unis)

## Distribution
- Bert Lahr : Rusty
- Charlotte Greenwood : Pansy
- Pat O'Brien : Sport
- Kathryn Crawford : Eileen
- Charles Winninger : le docteur Brown
- Hedda Hopper : Mrs. Smith
- Guy Kibbee : Mr. Smith
- Herbert Braggiotti : Gordon
- Richard Carle : le manager de l'hôtel
- Dave O'Brien : danseur
- Buddy Roosevelt : aviateur
- Herbert Prior
- Clarence Wilson
- Lee Phelps